# 그랜드몰 공원

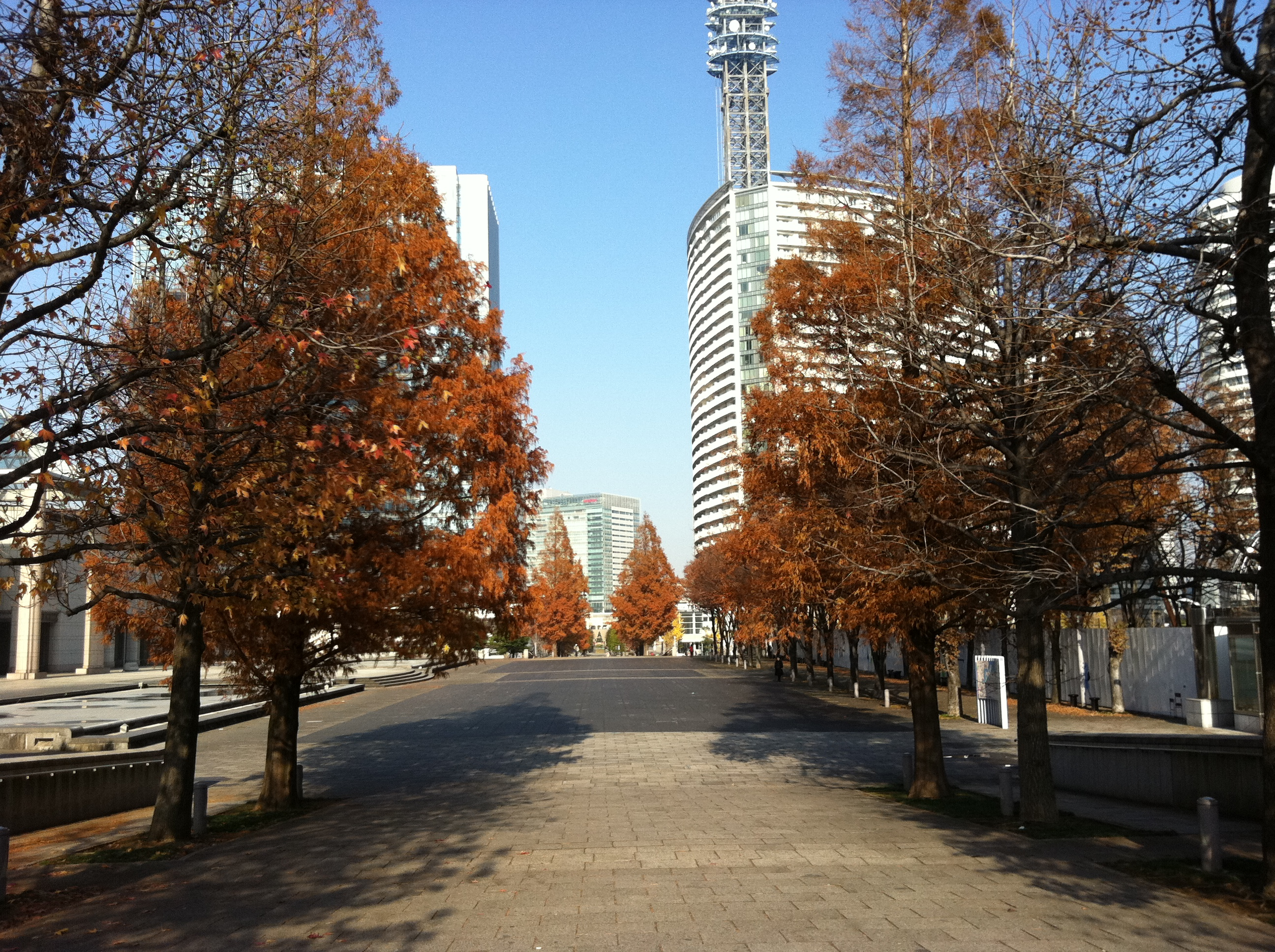
그랜드몰 공원

그랜드몰 공원(일본어: グランモール公園 구란도모루 코엔[*], 영어: Grand Mall Park)은 일본 요코하마 미나토미라이의 중앙 지구를 약 700m에 걸쳐 남북으로 관통하는 도시 공원이다.